# Moulin à vent de Vincelotte
Le moulin à vent de Vincelotte est l'un des 18 derniers moulins à vent du Québec au Canada et le seul entre Bécancour et Gaspé.

## Identification
- Nom du bâtiment : Moulin à vent Vincelotte
- Adresse civique : 641, chemin des Pionniers Est
- Municipalité : Cap-Saint-Ignace, secteur L'Anse-à-Gilles
- Propriété : Privée

## Construction
- Date de construction : 1690
- Nom du constructeur et propriétaire initial : Charles-Joseph Amiot Sieur de Vincelot (1665-1735)

## Chronologie
- Évolution du bâtiment :
- Autres occupants ou propriétaires marquants :
- Transformations majeures :

## Architecture
- tour : maçonnerie de pierre des champs
- forme : cône
- diamètre à la base : 6,5 mètres
- hauteur : 7,4 mètres
- épaisseur de la paroi : 1,5 mètre au sol, 1 mètre au faîte
- niveaux : 2
- portes : 
  - deux, aujourd'hui murées, dans l'axe est-ouest
  - une, récente, franc sud
- fenêtre : une, au deuxième étage

## Mise en valeur
- Constat de mise en valeur : Plaque de bronze
- Site d'origine : Oui
- Constat sommaire d'intégrité :
- Responsable : Aucun